# Liolaemus platei
Liolaemus platei es una especie de lagarto de la familia de los liolémidos. La especie es endémica de Chile.

## Hábitat y distribución geográfica
L. platei es endémico a la ecorregión del matorral chileno, en las regiones de Atacama (provincia de Copiapó), Coquimbo, y Maule (provincia de Curicó).

## Taxonomía
L. platei fue originalmente descrito como una nueva especie en el año 1898 por herpetólogo austriaco Franz Werner.

## Etimología
El nombre específico, platei, es en honor de zoólogo alemán Ludwig Hermann Plato.

## Estado de conservación
L. platei está clasificado por el IUCN como una especie bajo preocupación menor.

## Reproducción
L. platei es ovíparo.